# Interpretazione di Bohm

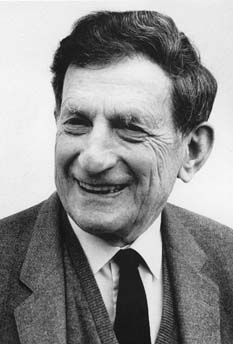
David Bohm

L'interpretazione di Bohm (detta anche interpretazione causale, interpretazione ontologica o meccanica bohmiana) è un'interpretazione della meccanica quantistica formulata da David Bohm nel 1952. È un esempio di teoria a variabili nascoste, con la quale s'intendeva ottenere una descrizione realistica, causale e deterministica dei sistemi fisici.
Non presenta alcuni problemi, che restano invece aperti nella interpretazione di Copenaghen, quali l'istantaneo collasso della funzione d'onda e la sovrapposizione di stati nel mondo macroscopico (che genera il Paradosso del gatto di Schrödinger). Il dilemma del dualismo onda particella viene qui risolto, come già nella teoria dell'onda pilota di de Broglie, assumendo che vi sia un'onda fisica (onda pilota) che guida ciascuna particella. La particella e l'onda pilota sono entrambe entità fisiche reali e tra loro distinte, benché correlate. 
Nell'interpretazione di Bohm si assume, a differenza della interpretazione di Copenaghen, l'incompletezza della funzione d'onda che descrive un sistema quantistico. Secondo Bohm, per fornire una descrizione deterministica e causale di un sistema, oltre alla funzione d'onda {\displaystyle \psi } si dovrebbero conoscere le coordinate delle particelle del sistema all'istante iniziale (variabili nascoste). L'ontologia primitiva di Bohm è classica: postula una realtà fisica costituita da onde e particelle. 
L'ente centrale dell'interpretazione di Bohm è il potenziale quantico Q. Ad esso vanno ascritte le differenze tra meccanica classica, in cui agisce la forza newtoniana
{\displaystyle \mathbf {F} =m\,{\frac {d{\dot {\mathbf {x} }}}{dt}}=-\nabla V}
e meccanica quantistica, in cui sono presenti sia il potenziale classico V, sia quello quantico Q:
{\displaystyle \mathbf {F} =m\,{\frac {D{\dot {\mathbf {x} }}}{Dt}}=-\nabla (V+Q)}
dove si è usato la derivata materiale, trattandosi di una teoria di campo:
{\displaystyle {\frac {D}{Dt}}={\frac {\partial }{\partial t}}+{\dot {\mathbf {x} }}\cdot \nabla }

## Postulati
I postulati dell'interpretazione di Bohm sono:
1. Un sistema quantistico è formato come minimo da un'onda fisica e da una particella puntiforme;
2. L'onda è descritta da una funzione d'onda

{\displaystyle \psi (\mathbf {x} ,t)=R(\mathbf {x} ,t)\;e^{iS(\mathbf {x} ,t)/\hbar }}
che è soluzione dell'equazione di Schrödinger. Sia l'ampiezza {\displaystyle R} sia la fase {\displaystyle S} sono dei campi fisici descritti da numeri reali;
1. Il moto della particella è dato dalla soluzione {\displaystyle \mathbf {x} (t)} dell'equazione di guida di de Broglie:

{\displaystyle \mathbf {v} ={\dot {\mathbf {x} }}={\frac {d\mathbf {x} }{dt}}={\frac {\nabla S(\mathbf {x} ,t)}{m}}}
dove {\displaystyle \mathbf {v} } ed {\displaystyle m} sono la velocità e la massa della particella.
Per risolvere l'equazione è necessario specificare la posizione iniziale {\displaystyle \mathbf {x} _{o}} della particella, che costituisce la variabile nascosta del sistema;
1. La posizione iniziale {\displaystyle \mathbf {x} _{o}} della particella (variabile nascosta) è al più nota entro i limiti previsti dal principio di indeterminazione di Heisenberg;

1. La probabilità che la particella, all'istante {\displaystyle t}, sia localizzata tra {\displaystyle \mathbf {x} } e {\displaystyle \mathbf {x} +d\mathbf {x} } è

{\displaystyle |\psi (\mathbf {x} ,t)|^{2}\,d^{3}x=R^{2}(\mathbf {x} ,t)\,d^{3}x}
Questa condizione è necessaria per ottenere l'equivalenza dei risultati dell'interpretazione di Bohm con quelli della meccanica quantistica  ortodossa.

## Caratteristiche
(Ignazio Licata e Davide Fiscaletti )
L'interpretazione di Bohm è una teoria a variabili nascoste che presenta queste caratteristiche:
- realismo
- causalità
- determinismo
- non-località

L'interpretazione di Bohm è realista perché le proprietà dei sistemi fisici sono assunte come sempre esistenti, indipendentemente dal fatto di eseguire una misura di tali proprietà e/o dalla presenza di un osservatore, come invece postulato dall'interpretazione di Copenaghen.
La causalità classica viene reintrodotta da Bohm nella meccanica quantistica mediante la sua definizione di forza, che ristabilisce una connessione tra la forza {\displaystyle F} (causa) e l'accelerazione {\displaystyle {\ddot {x}}} (effetto) prodotta dalla forza.
Le coordinate delle particelle del sistema nell'istante iniziale to sono considerate essere variabili nascoste. L'osservatore non può conoscere i valori precisi di queste variabili (che risultano, appunto nascoste) a causa delle limitazioni imposte alla loro esatta misurazione dal principio di indeterminazione di Heisenberg. 
Un insieme di particelle ha onde materiali associate, che evolvono secondo l'equazione di Schrödinger. Ogni particella segue una traiettoria deterministica, guidata dalla propria onda materiale. Secondo questa interpretazione, nell'esperimento della doppia fenditura con elettroni singoli, l'elettrone - guidato dall'onda - passa attraverso una delle fenditure mentre l'onda le attraversa entrambe.
L'onda non è influenzata dalla particella e può esistere anche come onda vuota, non accoppiata ad alcuna particella. 
Collettivamente, la distribuzione delle particelle è conforme a quanto previsto (solo statisticamente) dalla meccanica quantistica nella sua formulazione ortodossa. Le previsioni verificabili dell'interpretazione di Bohm coincidono quindi con quelle dell'interpretazione ortodossa. Le variabili nascoste, ovvero le posizioni iniziali delle particelle del sistema, restano inosservabili. Se si potesse osservarle, si avrebbe una teoria a varabili nascoste locali che, in conseguenza degli esperimenti sulle disuguaglianze di Bell, sarebbe in contraddizione con l'interpretazione ortodossa della meccanica quantistica.
Come effetto della presenza del potenziale quantico Q la meccanica quantistica, nell'interpretazione causale, risulta essere una teoria manifestamente  non locale. Questa caratteristica, che sembrava assurda ai tempi della formulazione dell'interpretazione di Bohm (anni '50 del Novecento), è stata poi giustificata dal teorema di Bell (1964). L'esito degli esperimenti sulle disuguaglianze di Bell mostra infatti che non è possibile un completamento della meccanica quantistica mediante una teoria locale a variabili nascoste. La non-località risulta essere una caratteristica della meccanica quantistica in tutte le sue possibili interpretazioni: 
sia nell'anti-realistica formulazione di Copenaghen, sia in quelle, come l'interpretazione di Bohm, che includono variabili nascoste non-locali per reintrodurre il realismo di tutte le proprietà fisiche di un sistema quantistico, anche prima di una misura. 
La sua origine risiede nel fatto che la funzione d'onda {\displaystyle \psi } non è definita nello spazio euclideo {\displaystyle R^{3}}, ma nello spazio delle configurazioni, uno spazio astratto {\displaystyle R^{3N}} a {\displaystyle 3N} dimensioni, che contiene le coordinate di tutte le {\displaystyle N} particelle del sistema. La funzione d'onda {\displaystyle \psi } è quindi strutturalmente non-locale.
Come conseguenza dei risultati degli esperimenti sulle disuguaglianze di Bell, bisogna dunque rinunciare alla località ed accettare, in meccanica quantistica, l'esistenza di correlazioni non-locali (entanglement quantistico). Ciò non risulta in contraddizione con la relatività ristretta: Abner Shimony, fisico e filosofo statunitense, parlò di "pacifica coesistenza" tra meccanica quantistica e relatività ristretta. I principi di quest'ultima sono salvaguardati dal teorema di non-comunicazione, che impedisce l'uso di correlazioni quantistiche non-locali per comunicare informazioni a velocità superiore a quella della luce nel vuoto. Le correlazioni quantistiche tra particelle entangled, non essendo delle interazioni fisiche, risultano empiricamente compatibili con la relatività ristretta.
La principale debolezza dell'interpretazione di Bohm consiste nel fatto che non risulta essere Lorentz invariante. Le onde associate alle particelle, che dovrebbero avere energia e quantità di moto piccolissime ma non nulle, non sono mai state rivelate sperimentalmente .

## Formalismo
Generalizzando l'espressione dell'equazione di Schrödinger per un sistema a molte particelle, si ottiene la forma
{\displaystyle {i\hbar \,{\frac {\partial \psi (\mathbf {x_{1},x_{2},\dots } ,t)}{\partial t}}={\frac {-\hbar ^{2}}{2}}\sum _{i}{\frac {1}{m_{i}}}\,\nabla _{i}^{2}\,\psi (\mathbf {x_{1},x_{2},\dots } ,t)+V(\mathbf {x_{1},x_{2},\dots } )\,\psi (\mathbf {x_{1},x_{2},\dots } ,t)}}.
La densità di probabilità {\displaystyle \rho (\mathbf {x_{1},x_{2},\dots } ,t)} è una funzione reale definita da
{\displaystyle \rho (\mathbf {x_{1},x_{2},\dots } ,t)=R(\mathbf {x_{1},x_{2},\dots } ,t)^{2}=|\psi (\mathbf {x_{1},x_{2},\dots } ,t)|^{2}=\psi ^{*}(\mathbf {x_{1},x_{2},\dots } ,t)\psi (\mathbf {x_{1},x_{2},\dots } ,t)}.
L'ampiezza {\displaystyle R(\mathbf {x_{1},x_{2},\dots } ,t)} e la fase {\displaystyle S(\mathbf {x_{1},x_{2},\dots } ,t)}, che sono entrambe variabili reali, sono associate alla funzione d'onda, che risulta definita tramite l'usuale relazione valida per ogni numero complesso:
{\displaystyle \psi (\mathbf {x_{1},x_{2},\dots } ,t)=R(\mathbf {x_{1},x_{2},\dots } ,t)\;e^{iS(\mathbf {x_{1},x_{2},\dots } ,t)/\hbar }}.
L'equazione di Schrödinger può essere suddivisa in due equazioni accoppiate che prendono in considerazione i termini reali e immaginari. 
La prima è l'equazione di continuità per la densità di probabilità {\displaystyle \rho } :
{\displaystyle -{\frac {\partial \rho }{\partial t}}=\sum _{i}\nabla _{i}\cdot \left(\rho \,{\frac {\nabla _{i}S}{m_{i}}}\right)=\sum _{i}\nabla _{i}\cdot \left(\rho \mathbf {v} _{i}\right)=\sum _{i}\nabla _{i}\cdot \mathbf {j} _{i}}
in cui {\displaystyle \mathbf {j} =\rho \mathbf {v} } è la densità di corrente di probabilità.
La seconda è l'equazione di Hamilton-Jacobi quantistica:
{\displaystyle -{\frac {\partial S}{\partial t}}=\sum _{i}{\frac {(\nabla _{i}S)^{2}}{2m_{i}}}+V+Q}
che esprime l'energia totale come somma  delle energie cinetiche, dell'energia potenziale V e del potenziale quantico Q.
Il potenziale quantico Q ed è dato dalla relazione
{\displaystyle Q=-{\frac {\hbar ^{2}}{2}}\sum _{i}{\frac {1}{m_{i}}}{\frac {\nabla _{i}^{2}R}{R}}=-{\frac {\hbar ^{2}}{2}}\sum _{i}{\frac {1}{m_{i}}}\left[{\frac {\nabla _{i}^{2}\rho }{2\rho }}-\left({\frac {\nabla _{i}\rho }{2\rho }}\right)^{2}\right]}.

## Precursori e successori

### Teoria dell'onda pilota
L'interpretazione di Bohm riprende la teoria dell'onda pilota di Louis de Broglie del 1927. In questa teoria, l'onda pilota controlla la traiettoria della particella, determinata dalla condizione di guida di de Broglie:  
{\displaystyle \mathbf {v} ={\dot {\mathbf {x} }}={\frac {d\mathbf {x} }{dt}}={\frac {\nabla S}{m}}}
dove {\displaystyle \mathbf {v} } ed {\displaystyle m} sono la velocità e la massa della particella, {\displaystyle S} la fase dell'onda.
L'ente centrale dell'interpretazione di Bohm è invece il potenziale quantico Q.
Inoltre, mentre la teoria dell'onda pilota prevede una dinamica del primo ordine ({\displaystyle v={\dot {x}}}), nell'interpretazione di Bohm si ricava anche una dinamica del secondo ordine ({\displaystyle F=m\,{\ddot {x}}}), analoga a quella newtoniana.  Per queste sostanziali differenze tra le due, è impropria la definizione, piuttosto diffusa,  d'interpretazione di de Broglie-Bohm per indicare quella di Bohm.
| Interpretazione | Teoria             | Caratterizzata da                                         |
| --------------- | ------------------ | --------------------------------------------------------- |
| di Copenaghen   |                    | {\displaystyle \psi } (completezza della funzione d'onda) |
|                 | Onda pilota        | {\displaystyle \psi } + condizione di guida di de Broglie |
| di Bohm         |                    | {\displaystyle \psi } + potenziale quantico Q             |
|                 | Meccanica bohmiana | {\displaystyle \psi } + condizione di guida di Madelung   |

### Meccanica bohmiana
L'interpretazione di Bohm non va, d'altro canto, confusa con l'omonima meccanica bohmiana, teoria proposta da Detlef Dürr, Sheldon Goldstein e Nino Zanghì alla fine degli anni '80 del Novecento. Anche nella teoria bohmiana - come in quella di de Broglie e nell'interpretazione di Bohm - si assume l'incompletezza della funzione d'onda: oltre alla {\displaystyle \psi } si devono specificare le coordinate delle particelle del sistema all'istante iniziale to.
La teoria bohmiana si discosta dall'interpretazione di Bohm in quanto non ricorre più al concetto di potenziale quantico Q, ma torna ad una dinamica del primo ordine ({\displaystyle v={\dot {x}}}) mediante l'introduzione della condizione di guida di  Madelung
{\displaystyle \mathbf {v} ={\dot {\mathbf {x} }}={\frac {\hbar }{m}}\,\operatorname {Im} \,{\frac {\psi ^{*}\nabla \psi }{|\psi |^{2}}}}.
Ciò equivale a dire che per la descrizione di un sistema non basta l'equazione di Schrödinger, ma va aggiunta una condizione di guida di Madelung per ogni particella del sistema quantistico.
La meccanica bohmiana non è un'interpretazione della meccanica quantistica, ma una teoria distinta dalla meccanica quantistica. Il suo formalismo è infatti differente: mentre nella meccanica quantistica l'equazione fondamentale è quella di Schrödinger, nella meccanica bohmiana - come detto - va aggiunta una condizione di guida di Madelung per ogni particella del sistema quantistico.